# Zaglyptogastra fulvoater
Zaglyptogastra fulvoater är en stekelart som först beskrevs av Charles Thomas Brues 1926.  Zaglyptogastra fulvoater ingår i släktet Zaglyptogastra och familjen bracksteklar. Inga underarter finns listade i Catalogue of Life.